# 19003 Erinfrey
19003 Erinfrey este o planetă minoră (asteroid), cu un diametru de 4,677 km, din centura de asteroizi. A fost descoperită pe 1 septembrie 2000 la Experimental Test Site⁠(d) de Lincoln Near-Earth Asteroid Research. 
Obiectul prezintă o orbită caracterizată de o semiaxă mare de 2,797617 UAi, o excentricitate de 0,08, o înclinație de 3,59615 ° în raport cu ecliptica.